# Finn Høffding
Niels Finn Høffding (10. marts 1899 i København – 29. marts 1997) var en betydningsfuld dansk komponist.
Høffding var søn af grosserer Aage Høffding (død 1932) og hustru Ada f. Bruun (død 1955). Han blev student 1917 og var fra samme år privatelev i komposition hos Knud Jeppesen og i Wien hos Josef Marx. Han tog filosofikum året efter. Fra 1928-1969 (fast ansat fra 1933) var han lærer ved Det Kgl. Danske Musikkonservatorium i teori og komposition. Fra 1949 professor og i 1954-1955 dets direktør. I kraft af sin post som underviser var han en af de mest indflydelsesrige musikpersonligheder i det 20. århundredes Danmark. I 1983 modtog han Carl Nielsen-Legatets Hæderspris.
Parallelt hermed har Høffding bestyret en række poster i dansk musikliv. Han var periodevis i ledelsen for DUT, Dansk Komponistforening, Dansk Koncertforening, Samfundet til udgivelse af dansk musik, KODA og i 11 år fra 1929-1938 formand for Musikpædagogisk Forening. Desuden var han medlem af Kulturministeriets musikkommission og konsulent for DR og medlem af repræsentantskaberne for Dansk Tonekunstnerforening og De danske Folkemusikskoler. Han stiftede Københavns Folkemusikskole (sammen med Jørgen Bentzon) 1932, medstifter af Rytmisk Selskab 1943, medlem af bestyrelsen for Carl Nielsen Selskabet til 1972 og var medlem af præsidiet for Jydsk Musikacademi og og medlem af Kungliga svenska musikaliska Academien 1957.
I sit lange liv fik han også tid til at skrive meget musik. Han startede som mange andre i sin generation i Carl Nielsen-stilen. Omkring 1930 gik han over til en enklere og mere folkelig udtryksmåde. Han oplevede i slutningen af 1920’erne en vældig inspiration fra den tyske bevægelse for folkemusikskoler og bevidst musikopdragelse af børn og unge. De tyske bannerførere var bl.a. Fritz Jöde, Paul Hindemith og Carl Orff. Sammen med komponisten Jørgen Bentzon stiftede han i 1931 Københavns Folkemusikskole. Den skulle ikke undervise i folkemusik, men snarere fremme musikkulturen hos mennesker, der ikke havde adgang til musikuddannelse. De var på linje med Bernhard Christensen, Poul Henningsen, Ejnar Jacobsen, Erling Brene og mange andre.
Finn Høffdings musik i ”traditionel” komponiststil, som de 4 symfonier og en række kammermusikværker, er skrevet tidligt i hans karriere. Han skiftede fra ca. 1930 i høj grad over til vokalmusik og musik med et pædagogisk sigte, henvendt til børn og amatører.
Desuden udgav han sammen med bl.a. Hakon Andersen Gymnasiesangbogen (1928),60 danske Kanoner (1930) og Gymnasiesangbogen for Piger (1932) samt en række mere videnskabeligt anlagte publikationer: Harmonilære (1933/1976), Den elementære Hørelære (1937/1956), Indførelse i Palestrinastil (1969) og en klaverskole (sammen med Birgitta Nordenfelt)
Han var Ridder af 1. grad af Dannebrog. Han var gift med Aslaug H., datter af pastor P. Møller Munck og hustru Thora f. Rafn.

## Musik (listen er ikke komplet)

### 1910’erne
- Romance for violin og strygeorkester (1918)

### 1920’erne
- op. 1 Syv Viser og Tre Sange (1920)
- op. 2 Strygekvartet nr. 1 i d-mol (1920)
- Concerto grosso (strygere, klaver og harpe – 1920)
- Den lyse nat (Hans Hartvig Seedorff; blandet kor – 1920)
- op. 3 Symfoni nr. 1; Sinfonia impetuosa (1923)
- op. 4 Karlsvognen (Jeppe Aakjær; soli, kor og orkester – 1923)
- op. 5 Symfoni nr. 2; Il canto liberato (med kammerkor – 1924)
- op. 6 Strygekvartet nr. 2 (1925)
- op. 7 Nattergal om dagen; Lyrisk koncertstykke for sopran og mindre orkester (Ludvig Holstein – 1925)
- op. 8 Kejserens nye klæder; opera i 3 billeder (1926)
- Kammermusik for sopran, obo og piano (1927)
- op. 9 Suite af Kejserens nye klæder (orkester 1927)
- op. 10 Dialoger for obo og klarinet (1927)
- Foraar (Tom Kristensen – 1927)
- op. 11 Kvartet for sopran, obo og 2-st. piano (1927)
- To sange (Tom Kristensen – 1927)
- op. 13 To sange (1928)
- Kejserens nye klæder (1928)
- op. 12 Symfoni nr. 3 (1928)

### 1930’erne
- op. 14 Fire sange for 3 lige stemmer
- Ouverture for lille orkester (1930)
- Fiskersang (Thøger Larsen; kvindekor 1930)
- Sukkerklumpen (Harald Bergstedt – 1930)
- Rubalds sang (Harald Bergstedt – 1930)
- Der Jasager (Bertolt Brecht – 1930)
- Sange for 3 lige stemmer (Harald H. Lund, H.H. Seedorff, H.C. Andersen – 1930)
- Den spillemand vil være fro (blandet kor og strygere – 1931)
- op. 15 Kilderejsen (opera 1931)
- op. 15 Syv lette klaverstykker (1931)
- Kilderejsen; Opera i 3 akter (1931)
- op. 16 Tre lettere klaverstykker (1931)
- op. 18 Ouverture for amatørorkester (1931)
- Skolekantate for kor, strygere og blokfløjter (1932)
- Foraarsmorgen – Høstnat (Thøger Larsen; kor 1932)
- Holte gymnasiums skolekantate (Oskar Schlichtkrull; børnekor og instrumenter – 1933)
- Den danske sommer (Harald Bergstedt – 1933)
- To sange af Johannes V. Jensen (1933)
- Koncert for obo og strygeorkester (1933)
- Das Eisenbahngleichnis (Erich Kästner; blandet kor, klaver og saxofoner – 1934)
- op. 25 Symfoni nr. 4; Sinfonia concertante (klaver, blæserkvintet og strygeorkester – 1934)
- op. 27 Pasteur; Kor-opera i to billeder med et korintermezzo (soli, skolekor og skoleorkester – 1935)
- op. 31 Julebudskabet; Julespil i 2 billeder (Oskar Schlichtkrull ; sopran, kor og skoleorkester – 1936)
- Børnesange (14 sange af Oskar Schlichtkrull – 1936)
- op. 28 Fem svaner (H.H. Seedorff; blandet kor og orkester – 1937)
- op. 29 Christofer Columbus; Chaconne (Johs. V. Jensen; mandskor, baryton solo og orkester – 1937)
- op. 30 Pans fløjter (Harald Herdal; baryton, kor, fløjte og klaver 1938)
- op. 32 Evolution; Symfonisk fantasi nr. 1 (orkester – 1939)
- Fanfare; Koncertstykke for orkester (1939)

### 1940’erne
- op. 36 Blæserkvintet nr. 1 (1940)
- Regnvejrssang (kvindekor 1940)
- Danmarks lyse sommer (Anders J. Eriksholm; kor og klaver – 1940)
- Spørgsmål og svar (Louis Levy; kvindekor 1940)
- En purpurprik (Tom Kristensen; kvindekor 1940)
- op. 37 Det er ganske vist; Symfonisk fantasi nr. 2 (orkester 1940)
- Sjællandsk aften (H.H. Lund; blandet kor – 1943)
- Sonate for obo og klaver (1943)
- Fire minespil; Suite for mindre orkester (1944)
- op. 40 Vår – Höst; symfonisk fantasi (Gustav Frøding; baryton og orkester – 1944)
- Til ungdommen; Kringsatt av fiender (kor 1944)
- Vi overlever alt (blandet kor eller mandskor 1944)
- Tre trolde: Rumle, Rimle, Ramle (børnesang 1945)
- Majfest; Fantasi over danske folkedanse (orkester 1945)
- Eros (Ludvig Bødtcher; kvindekor 1945)
- Foraarets fødselsdag (H.H. Lund; 1945)
- 17. maj 1940 (Nordahl Grieg – 1945)
- Norge i dag. Den 17. maj 1945 (Poul Sørensen)
- Blæsten og sangen (Aage Berntsen; kvindekor og klaver – 1946)
- Slædefarten; Eventyr-syngespil i 5 billeder (Viggo Bredsdorff; soli, kor og skoleorkester – 1946)
- Kantate til Musikpædagogisk Forenings 50. aars-jubilæum (blandet kor og klaver 1948)
- Dagsang (Martin Andersen Nexø; 1 stemme og harmoniorkester/blandet kor – 1948)
- op. 48 Kantate ved konservatoriets årsfest; Gradus ad parnassum (Otto Gelsted; soli og orkester – 1948)

### 1950’erne
- Sonatine i C (klaver 1951)
- 7 små episoder för piano 4 händer (klaver 1951)
- op. 54 The arsenal at Springfield; Fantasia sinfonica (H. W. Longfellow; soli, kor og orkester – 1953)
- op. 53 Familien Vind (Kvintet for fløjte, obo, klarinet, horn og fagot – 1954)
- Ved et tab (Ludvig Bødtcher – 1954)
- 20 små episoder för piano 2 händer (klaver 1954)
- op. 55 (Erik Axel Karlfeldt; kvindekor og blæsere – 1955)
- op. 56 Maria sad på hø og strå; Julekantate (N.F.S. Grundtvig; børnekor og instrumenter – 1955)
- Spillemanden (kvindekor 1956)
- Greven skød på ræven (Halfdan Rasmussen; børnekor og instrumenter – 1958)
- Kanon for klaver (1959)
- 14 smaa stykker; Sang, spil og bevægelse (orff-instrumenter ad lib.; med Gerda von Bülow og Ejnar Boesen – 1959)
- Uvejrshimmel (Otto Gelsted; baryton og kvindekor – 1959)
- Solskinssalme (Johs. Jørgensen; kvindekor – 1959)
- Pinse (Otto Gelsted; kvindekor 1959)

### 1960’erne
- Fire sange (Alex Garff; Tom Kristensen; Kai Hoffmann; blandet kor – 1960)
- 2 mandskorsange (William Heinesen; kvindekor – 1963)
- Krybbespil (sang med instrumenter ad lib. – 1963)
- op. 63 De hellige tre konger; Kantate (Johs. Jørgensen; børnekor, klaver og orff-instrumenter – 1964)
- op. 62 Julens stjærne; Kantate (Johs. Jørgensen; børnekor, klaver og orff-instrumenter – 1964)
- op. 67 Fantasia concertante (1965)
- Fem klaverstykker (1965)
- Årets kredsgang; Cyklus for blandet kor med instrumenter (Nis Petersen – 1965)
- Fantasia concertante (orkester 1965)
- Vintersolhverv (Thøger Larsen; blandet kor og instrumenter – 1965)
- Fire satser (blandet kor og instrumenter – 1965)
- Davids 18. og 23. psalme (1966)
- op. 75 Giordano Bruno (Piet Hein; baryton, kvindekor, blæsere og slagtøj – 1968)
- Variationer over Sørens far har penge (sammen med 5 andre – orkester 1968)
- Da solen blev forkølet (Arne Ungermann; børnekor og orkester – 1969)
- To sange for mandskor (Erik Axel Karlfeldt, Per Lagerkvist – 1969)
- Agent; Peber og salpeter (Palle Jessen; TTBB 1969)

### 1970’erne
- To sange for mandskor (Gustav Frøding, Mogens Lund – 1970)
- Ild og rytme (Agostinho Neto; kvindekor – 1972)
- Lærken (Thøger Larsen; blandet kor – 1976)
- 4 Diapsalmata (Søren Kierkegaard; Teksten er fire diapsalmata (aforismer) fra førstedelen af Enten-Eller. Blandet kor 1977)
- To sange (Rabindranath Tagore; alt og klaver – 1979)

### 1980’erne
- Festens hellige gave; Et sangspil efter Knud Rasmussen (kor og orkester – 1985)
- To sange for blandet kor (Nis Petersen; Johannes V. Jensen; SATB 1986)
- 2 Korsange (Henrik Pontoppidan, Morten Pontoppidan; SATB 1986)
- Tre sange (Ole Sarvig; alt og orgel – 1988)
- Tre koraler til tekst af Ole Sarvig (alt og orgel 1988)
- Fantasistykker i min egen maner (H.C. Andersen – 1989)